# Serjania grandidens
Serjania grandidens är en kinesträdsväxtart som beskrevs av Ludwig Radlkofer. Serjania grandidens ingår i släktet Serjania och familjen kinesträdsväxter. Inga underarter finns listade i Catalogue of Life.